# コパ・リベルタドーレス・フェメニーナ2011
コパ・リベルタドーレス・フェメニーナ2011は2011年11月13日から11月27日までブラジルのサン・ジョゼ・ドス・カンポスで開催された女子サッカークラブによる南米選手権大会「コパ・リベルタドーレス・フェメニーナ」の第3回目である。開催地のクラブであるサン・ジョゼが初優勝を果たした。

## 前年度からの変更
参加チームが10チームから12チームに拡大され、前回優勝クラブと開催地のクラブの2クラブが参加資格を得ることになった。

## 開催形式
参加12チームは4チームずつ3組に分かれてセントラル方式の1回戦総当り制で3試合を戦う。各グループ首位チームと、2位チームの内成績最上位だったチームの4チームが決勝トーナメントに進出する。

## 開催場所
| サン・ジョゼ・ドス・カンポス                          | サン・ジョゼ・ドス・カンポス            |
| ----------------------------------------------------- | --------------------------------------- |
| エスタディオ・マルティンス・ペレイラ 収容人数: 20,000 | エスタディオADCパラヒバ 収容人数: 2,500 |
| エスタディオ・マルティンス・ペレイラ                  |                                         |

## 出場チーム
当初はCONMEBOL加盟各国の女子サッカーリーグ優勝チームと、前回優勝クラブを合わせた11チームに、なでしこリーグ2011年優勝チームであったINAC神戸レオネッサが招待チームとしてグループリーグに参加する予定であったが、参加辞退したため、開催市のチームであるサン・ジョゼが12番目のチームとして参加することになった。
| 国名         | チーム                   | 出場資格                                                          |
| ------------ | ------------------------ | ----------------------------------------------------------------- |
| アルゼンチン | ボカ・ジュニアーズ       | 2010 クラウスーラ・アンド・アペルトゥーラ優勝                     |
| ボリビア     | ヘリメックス             | 2011 ボリビア・リーグ優勝                                         |
| ブラジル     | CEPEカシアス             | コパ・ド・ブラジル・デ・フッチボル・フェミニーノ優勝              |
| ブラジル     | サントス                 | 前回優勝クラブ                                                    |
| ブラジル     | サン・ジョゼ             | 開催市チーム                                                      |
| チリ         | コロコロ                 | 2010 チリ・リーグ優勝                                             |
| コロンビア   | フォルマス・インティマス | プレーオフ勝者 (国内リーグ無し)                                   |
| エクアドル   | LDUキト                  | 2010 コパ・クレディフェ・フェメニーナ優勝                         |
| パラグアイ   | ウニベルシダ・アウトノマ | 2010 パラグアイリーグ優勝                                         |
| ペルー       | JCスポルト・ガールズ     | 2011 カンピオナート・ナシオナル・デ・フットボル・フェメニーノ優勝 |
| ウルグアイ   | ナシオナル               | 2010 カンピオナート・ウルグアヨ・フェメニーノ優勝                 |
| ベネズエラ   | カラカス                 | 2011 ベネズエラリーグ優勝                                         |

各クラブは20人まで選手を登録できる。

## グループリーグ
各グループ首位チームと、2位チームの内成績最上位だったチームが準決勝に進出する。組み合わせ抽選は2011年11月1日に行われた 。また、すべての試合はUTC-2にて行われた。
| グループリーグ突破クラブ | グループリーグ突破クラブ   |
| ------------------------ | -------------------------- |
|                          | 決勝トーナメント進出チーム |

勝ち点で並んだ場合の順位決定方法は以下の通り。
1. 得失点差
2. 得点数
3. 当該チーム間の対戦成績

以上の比較でも同点の場合は、当該チーム間でPK戦を行う。

### グループA
| チーム                   | 試 | 勝 | 分 | 敗 | 得 | 失 | 差  | 点 |
| ------------------------ | -- | -- | -- | -- | -- | -- | --- | -- |
| コロコロ                 | 3  | 2  | 1  | 0  | 9  | 3  | +6  | 7  |
| ウニベルシダ・アウトノマ | 3  | 1  | 2  | 0  | 7  | 3  | +4  | 5  |
| CEPEカシアス             | 3  | 1  | 1  | 1  | 5  | 2  | +3  | 4  |
| JCスポルト・ガールズ     | 3  | 0  | 0  | 3  | 1  | 14 | –13 | 0  |

| 2011年11月13日 10:00 UTC-2 |

| ウニベルシダ・アウトノマ         | 2 – 2    | コロコロ                                 |
| N. クエバス 46分 · キンタナ 78分 | レポート | サンチバネス 32分 · クエサダ 50分 (pen.) |

| エスタディオADCパラヒバ, サン・ジョゼ・ドス・カンポス 観客数: 100 |

| 2011年11月13日 12:15 UTC-2 |

| CEPEカシアス                                             | 4 – 0    | JCスポルト・ガールズ |
| ネイア 5分 · カミラ 42分 · バルバラ 59分 · ダイアニ 83分 | レポート |                      |

| エスタディオADCパラヒバ, サン・ジョゼ・ドス・カンポス 観客数: 50 |

| 2011年11月16日 15:45 UTC-2 |

| CEPEカシアス | 0 – 0    | ウニベルシダ・アウトノマ |
|              | レポート |                          |

| エスタディオADCパラヒバ, サン・ジョゼ・ドス・カンポス 観客数: 300 |

| 2011年11月16日 18:00 UTC-2 |

| JCスポルト・ガールズ | 0 – 5    | コロコロ                                                              |
|                      | レポート | バニーニ 32分 · クエサダ 55分 · アラヤ 61分, 80分 · サンチバネス 72分 |

| エスタディオADCパラヒバ, サン・ジョゼ・ドス・カンポス 観客数: 250 |

| 2011年11月19日 10:00 UTC-2 |

| CEPEカシアス  | 1 – 2    | コロコロ                           |
| バルバラ 45分 | レポート | クエサダ 30分 · アラヤ 75分 (pen.) |

| エスタディオADCパラヒバ, サン・ジョゼ・ドス・カンポス 観客数: 90 |

| 2011年11月19日 12:15 UTC-2 |

| ウニベルシダ・アウトノマ                                  | 5 – 1    | JCスポルト・ガールズ |
| リベロス 22分, 24分 · キンタナ 28分 · ラーレア 64分, 87分 | レポート | グランデス 36分      |

| エスタディオADCパラヒバ, サン・ジョゼ・ドス・カンポス 観客数: 60 |

### グループB
| チーム       | 試 | 勝 | 分 | 敗 | 得 | 失 | 差  | 点 |
| ------------ | -- | -- | -- | -- | -- | -- | --- | -- |
| サントス     | 3  | 3  | 0  | 0  | 15 | 2  | +13 | 9  |
| カラカス     | 3  | 2  | 0  | 1  | 13 | 4  | +9  | 6  |
| ヘリメックス | 3  | 0  | 1  | 2  | 1  | 10 | –9  | 1  |
| ナシオナル   | 3  | 0  | 1  | 2  | 1  | 13 | –12 | 1  |

| 2011年11月14日 16:45 UTC-2 |

| ナシオナル | 1 – 1    | ヘリメックス  |
| ユン 53分  | レポート | ロアイサ 49分 |

| エスタディオ・マルティンス・ペレイラ, サン・ジョゼ・ドス・カンポス 観客数: 50 |

| 2011年11月14日 19:00 UTC-2 |

| サントス                                                 | 4 – 2    | カラカス        |
| チュ 2分, 28分 · グラウシア 46分 · エステルジーニャ 78分 | レポート | ビソ 32分, 74分 |

| エスタディオ・マルティンス・ペレイラ, サン・ジョゼ・ドス・カンポス 観客数: 300 |

| 2011年11月17日 13:30 UTC-2 |

| ナシオナル | 0 – 5    | カラカス                                               |
|            | レポート | ビソ 5分, 28分, 30分 · アスカニオ 53分 · バサンタ 70分 |

| エスタディオ・マルティンス・ペレイラ, サン・ジョゼ・ドス・カンポス 観客数: 50 |

| 2011年11月17日 16:00 UTC-2 |

| サントス                                          | 4 – 0    | ヘリメックス |
| エリカ 28分 · カレン 62分 · ダニ 70分 · ガビ 85分 | レポート |              |

| エスタディオ・マルティンス・ペレイラ, サン・ジョゼ・ドス・カンポス 観客数: 400 |

| 2011年11月20日 18:45 UTC-2 |

| ヘリメックス | 0 – 6    | カラカス                                                                   |
|              | レポート | ビソ 5分, 77分, 84分 · バンドレス 11分 · アスカニオ 21分 · フローレス 24分 |

| エスタディオ・マルティンス・ペレイラ, サン・ジョゼ・ドス・カンポス 観客数: 70 |

| 2011年11月20日 21:00 UTC-2 |

| ナシオナル | 0 – 7    | サントス                                                                         |
|            | レポート | グラウシア 3分, 72分 · アンジェリカ 29分 · カレン 36分, 76分 · エリカ 39分, 57分 |

| エスタディオ・マルティンス・ペレイラ, サン・ジョゼ・ドス・カンポス 観客数: 600 |

### グループC
| チーム                   | 試 | 勝 | 分 | 敗 | 得 | 失 | 差 | 点 |
| ------------------------ | -- | -- | -- | -- | -- | -- | -- | -- |
| サン・ジョゼ             | 3  | 2  | 1  | 0  | 7  | 4  | +3 | 7  |
| フォルマス・インティマス | 3  | 1  | 1  | 1  | 9  | 9  | 0  | 4  |
| ボカ・ジュニアーズ       | 3  | 1  | 0  | 2  | 6  | 6  | 0  | 3  |
| LDUキト                  | 3  | 1  | 0  | 2  | 5  | 8  | –3 | 3  |

| 2011年11月15日 15:45 UTC-2 |

| サン・ジョゼ                 | 2 – 0    | LDUキト |
| ダニエレ・ミーリョ 9分, 47分 | レポート |         |

| エスタディオ・マルティンス・ペレイラ, サン・ジョゼ・ドス・カンポス 観客数: 900 |

| 2011年11月15日 18:00 UTC-2 |

| ボカ・ジュニアーズ          | 2 – 3    | フォルマス・インティマス                                      |
| サンタナ 2分 · ポタッサ 8分 | レポート | アンドラーデ 33分 (pen) · ロダジェガ 67分 · ペニャローサ 87分 |

| エスタディオ・マルティンス・ペレイラ, サン・ジョゼ・ドス・カンポス 観客数: 500 |

| 2011年11月18日 15:30 UTC-2 |

| フォルマス・インティマス          | 2 – 3    | LDUキト                      |
| アンドラーデ 30分 · クエスタ 52分 | レポート | クインテロス 4分, 39分, 45分 |

| エスタディオ・マルティンス・ペレイラ, サン・ジョゼ・ドス・カンポス |

| 2011年11月18日 18:00 UTC-2 |

| ボカ・ジュニアーズ | 0 – 1    | サン・ジョゼ    |
|                    | レポート | ポリアーナ 60分 |

| エスタディオ・マルティンス・ペレイラ, サン・ジョゼ・ドス・カンポス 観客数: 3,000 |

| 2011年11月21日 15:30 UTC-2 |

| フォルマス・インティマス                              | 4 – 4    | サン・ジョゼ                                                     |
| クエスタ 64分, 75分 · オスピナ 71分 · モントーヤ 79分 | レポート | ダニエレ・ミーリョ 9分, 39分 · ポリアーナ 33分 · ラファエラ 79分 |

| エスタディオ・マルティンス・ペレイラ, サン・ジョゼ・ドス・カンポス |

| 2011年11月21日 18:00 UTC-2 |

| ボカ・ジュニアーズ                                | 4 – 2    | LDUキト                     |
| オヘダ 15分, 21分 · ポタッサ 47分 · ブルスカ 72分 | レポート | リエラ 65分 · モレイラ 90分 |

| エスタディオ・マルティンス・ペレイラ, サン・ジョゼ・ドス・カンポス |

### グループ2位チームの成績
3グループの2位チームの内、成績最上位のクラブが決勝トーナメントに進出する。
| グループ | チーム                   | 試 | 勝 | 分 | 敗 | 得 | 失 | 差 | 点 |
| -------- | ------------------------ | -- | -- | -- | -- | -- | -- | -- | -- |
| B        | カラカス                 | 3  | 2  | 0  | 1  | 13 | 4  | +9 | 6  |
| A        | ウニベルシダ・アウトノマ | 3  | 1  | 2  | 0  | 7  | 3  | +4 | 5  |
| C        | フォルマス・インティマス | 3  | 1  | 1  | 1  | 9  | 9  | 0  | 4  |

## 決勝トーナメント
サントスは同じブラジルのサン・ジョゼと準決勝で対戦する。これは、同じ国から複数のチームが決勝トーナメントに進出した場合、同国同士の決勝戦を避けるために、同国同士の対戦は準決勝で行われるよう2011年11月14日に定められた。
|  | 準決勝       | 準決勝       |          |          | 決勝 | 決勝 |
|  |              |              |          |          |      |      |
|  | 11月24日     |              |          |          |      |      |
|  | コロコロ     | 4            |          |          |      |      |
|  | カラカス     | 1            |          |          |      |      |
|  |              |              | 11月27日 |          |      |      |
|  | コロコロ     | 0            |          |          |      |      |
|  |              | サン・ジョゼ | 1        |          |      |      |
|  |              |              |          |          |      |      |
|  | 3位決定戦    |              |          |          |      |      |
|  | 11月24日     | 11月24日     | 11月27日 | 11月27日 |      |      |
|  | サントス     | 1            | カラカス | 0        |      |      |
|  | サン・ジョゼ | 2            |          | サントス | 6    |      |

### 準決勝
| 2011年11月24日 16:00 UTC-2 |

| コロコロ                                                     | 4 – 1    | カラカス  |
| サンチバネス 29分, 32分 · アエド 46分 · レンヘル 71分 (o.g.) | レポート | ビソ 16分 |

| エスタディオ・マルティンス・ペレイラ, サン・ジョゼ・ドス・カンポス |

| 2011年11月24日 18:30 UTC-2 |

| サントス   | 1 – 2 | サン・ジョゼ                          |
| エリカ 1分 |       | フォルミガ 44分 · フランシエーレ 85分 |

| エスタディオ・マルティンス・ペレイラ, サン・ジョゼ・ドス・カンポス |

### 3位決定戦
| 2011年11月27日 09:45 UTC-2 |

| カラカス | 0 – 6 | サントス                                                                   |
|          |       | チュ 25分, 88分 · グラウシア 27分 · ガビ 63分, 66分 (pen.) · ペレイラ 84分 |

| エスタディオ・マルティンス・ペレイラ, サン・ジョゼ・ドス・カンポス |

### 決勝
| 2011年11月27日 12:00 UTC-2 |

| コロコロ | 0 – 1    | サン・ジョゼ    |
|          | レポート | ポリアーナ 51分 |

| エスタディオ・マルティンス・ペレイラ, サン・ジョゼ・ドス・カンポス 観客数: 18,000 |